# Bruchophagus coluteae
Bruchophagus coluteae är en stekelart som först beskrevs av Boucek 1954.  Bruchophagus coluteae ingår i släktet Bruchophagus och familjen kragglanssteklar. Inga underarter finns listade.